# Catignano
Catignano es un municipio situado en el territorio de la Provincia de Pescara, en Abruzos (Italia).

## Demografía
| Gráfica de evolución demográfica de Catignano entre 1861 y 2001 |
|                                                                 |
| fuente ISTAT - elaboración gráfica a cargo de Wikipedia         |

- Datos: Q51352
- Multimedia: Catignano / Q51352

1. ↑  Worldpostalcodes.org, código postal n.º 65011.
2. ↑  «Codici Catastali». Comuni-italiani.it (en italiano). Consultado el 29 de abril de 2017.